# Trophée européen FIRA de rugby à XV 1989-1990
Navigation
Trophée européen FIRA 1987-1989 Trophée européen FIRA 1990-1992
Le Trophée européen FIRA de rugby à XV 1989–1990 est une compétition qui réunit les nations de la FIRA–AER qui ne participent pas au Tournoi des Cinq Nations, mais en présence des équipes de France B, du Maroc et de la Tunisie.

## Équipes participantes
Division A
- France A
- Italie
- Pologne
- Roumanie
- Union soviétique

| Division B1 - Belgique - Maroc - Portugal - Tunisie | Division B2 - Allemagne - Espagne - Bulgarie - Pays-Bas - Tchécoslovaquie |

Division C
- Andorre
- Luxembourg
- Yougoslavie

## Division A

### Classement
| Rang | Pays             | J | V | N | D | Pm | Pe  | Diff | Pts |
| ---- | ---------------- | - | - | - | - | -- | --- | ---- | --- |
| 1    | France A         | 4 | 3 | 0 | 1 | 82 | 47  | +35  | 10  |
| 2    | Union soviétique | 4 | 3 | 0 | 1 | 81 | 59  | +22  | 10  |
| 3    | Roumanie         | 4 | 3 | 0 | 1 | 66 | 55  | +11  | 10  |
| 4    | Italie           | 4 | 1 | 0 | 3 | 67 | 56  | +11  | 6   |
| 5    | Pologne          | 4 | 0 | 0 | 4 | 43 | 122 | -79  | 4   |

|  | Vainqueur de la compétition (no 1). |
|  | Relégué en division B (no 5).       |

### Matchs joués
| 22 octobre 1989 | Roumanie | 13 - 21 (4 - 9) | Union soviétique | Baia Mare 8,000 spectateurs Arbitre : J-C. Doucet |
| 22 octobre 1989 |          |                 |                  | Baia Mare 8,000 spectateurs Arbitre : J-C. Doucet |
| 22 octobre 1989 |          |                 |                  | Baia Mare 8,000 spectateurs Arbitre : J-C. Doucet |

| 5 novembre 1989 | Union soviétique                                   | 15 – 12 (12 - 3) | Italie                                             | Moscou Arbitre : Bressy |
| 5 novembre 1989 | Essai(s) : 1 Transformation(s) : 1 Pénalité(s) : 3 |                  | Essai(s) : 1 Transformation(s) : 1 Pénalité(s) : 2 | Moscou Arbitre : Bressy |
| 5 novembre 1989 |                                                    |                  |                                                    | Moscou Arbitre : Bressy |

| 18 février 1990 | France B                                           | 22 – 12 | Italie          | Albi Arbitre : Spreadbury |
| 18 février 1990 | Essai(s) : 2 Transformation(s) : 1 Pénalité(s) : 4 |         | Pénalité(s) : 4 | Albi Arbitre : Spreadbury |
| 18 février 1990 |                                                    |         |                 | Albi Arbitre : Spreadbury |

| 7 avril 1990 | Italie                                             | 34 - 3 (18 - 0) | Pologne     | Naples Arbitre : Rohr |
| 7 avril 1990 | Essai(s) : 5 Transformation(s) : 4 Pénalité(s) : 2 |                 | Drop(s) : 1 | Naples Arbitre : Rohr |
| 7 avril 1990 |                                                    |                 |             | Naples Arbitre : Rohr |

| 8 avril 1990 | Roumanie B | 25 – 19 (23 - 3) | Pologne | Parcul Copilului, Bucarest |
| 8 avril 1990 |            |                  |         | Parcul Copilului, Bucarest |
| 8 avril 1990 |            |                  |         | Parcul Copilului, Bucarest |

| 14 avril 1990 | Italie          | 9 - 16 (9 - 6) | Roumanie                     | Frascati Arbitre : J-C. Debat |
| 14 avril 1990 | Pénalité(s) : 3 |                | Essai(s) : 1 Pénalité(s) : 4 | Frascati Arbitre : J-C. Debat |
| 14 avril 1990 |                 |                |                              | Frascati Arbitre : J-C. Debat |

| 18 mai 1990 | France B | 32 - 9 | Pologne | Le Creusot |
| 18 mai 1990 |          |        |         | Le Creusot |
| 18 mai 1990 |          |        |         | Le Creusot |

| 20 mai 1990 | Union soviétique | 14 - 22 | France B | Moscou |
| 20 mai 1990 |                  |         |          | Moscou |
| 20 mai 1990 |                  |         |          | Moscou |

| 24 mai 1990 | France B | 6 - 12 (0 - 9) | Roumanie | Auch 4,000 spectateurs Arbitre : I.M. Bullerwell |
| 24 mai 1990 |          |                |          | Auch 4,000 spectateurs Arbitre : I.M. Bullerwell |
| 24 mai 1990 |          |                |          | Auch 4,000 spectateurs Arbitre : I.M. Bullerwell |

| 27 mai 1990 | Pologne | 12 - 31 | Union soviétique | Varsovie |
| 27 mai 1990 |         |         |                  | Varsovie |
| 27 mai 1990 |         |         |                  | Varsovie |

## Division B 1

### Classement
| Rang | Pays     | J | V | N | D | Pm | Pe | Diff | Pts |
| ---- | -------- | - | - | - | - | -- | -- | ---- | --- |
| 1    | Portugal | 3 | 3 | 0 | 0 | 52 | 28 | +24  | 9   |
| 2    | Tunisie  | 3 | 1 | 0 | 2 | 39 | 35 | +4   | 5   |
| 3    | Maroc    | 2 | 1 | 0 | 1 | 18 | 21 | -3   | 4   |
| 4    | Belgique | 2 | 0 | 0 | 2 | 18 | 44 | -26  | 2   |

|  | Qualifié pour la finale (no 1). |
|  | Relégué en division C (no 4).   |

### Matchs joués
La rencontre entre la Belgique et la Tunisie n'est pas disputée. Le premier match entre la Tunisie et le Maroc n'est pas validé et est rejoué le 5 mai 1990.
| 10 février 1990 | Tunisie | 12 - 12 | Maroc | Tunis |
| 10 février 1990 |         |         |       | Tunis |
| 10 février 1990 |         |         |       | Tunis |

| 10 mars 1990 | Maroc | 20 - 6 | Belgique | Casablanca |
| 10 mars 1990 |       |        |          | Casablanca |
| 10 mars 1990 |       |        |          | Casablanca |

| 24 mars 1990 | Portugal | 16 – 10 | Maroc | Porto |
| 24 mars 1990 |          |         |       | Porto |
| 24 mars 1990 |          |         |       | Porto |

| 5 mai 1990 | Tunisie | 16 - 10 | Maroc | Harare, Zimbabwe |
| 5 mai 1990 |         |         |       | Harare, Zimbabwe |
| 5 mai 1990 |         |         |       | Harare, Zimbabwe |

| 2 mai 1990 | Belgique | 12 - 24 | Portugal | Waterloo |
| 2 mai 1990 |          |         |          | Waterloo |
| 2 mai 1990 |          |         |          | Waterloo |

| 26 mai 1990 | Portugal | 12 - 6 | Tunisie | Lisbonne |
| 26 mai 1990 |          |        |         | Lisbonne |
| 26 mai 1990 |          |        |         | Lisbonne |

## Division B 2

### Classement
| Rang | Pays            | J | V | N | D | Pm  | Pe  | Diff | Pts |
| ---- | --------------- | - | - | - | - | --- | --- | ---- | --- |
| 1    | Espagne         | 4 | 3 | 1 | 0 | 70  | 45  | +25  | 11  |
| 2    | Pays-Bas        | 4 | 3 | 0 | 1 | 101 | 51  | +50  | 10  |
| 3    | Allemagne       | 4 | 2 | 0 | 2 | 86  | 50  | +36  | 8   |
| 4    | Tchécoslovaquie | 4 | 0 | 1 | 3 | 45  | 98  | -53  | 5   |
| 5    | Bulgarie        | 4 | 1 | 0 | 3 | 37  | 101 | -64  | 4   |

|  | Qualifié pour la finale (no 1). |
|  | Relégué en division C (no 5).   |

### Matchs joués
La rencontre entre l'Espagne et la Bulgarie n'est pas disputée. L'Espagne est déclarée victorieuse par forfait sur le score de 6 à 0.
| 17 septembre 1989 | Allemagne | 6 - 12 | Pays-Bas | Heidelberg |
| 17 septembre 1989 |           |        |          | Heidelberg |
| 17 septembre 1989 |           |        |          | Heidelberg |

| 29 octobre 1989 | Espagne | 29 - 15 | Pays-Bas | Madrid |
| 29 octobre 1989 |         |         |          | Madrid |
| 29 octobre 1989 |         |         |          | Madrid |

| 18 mars 1990 | Espagne | 19 – 8 | Allemagne | Madrid |
| 18 mars 1990 |         |        |           | Madrid |
| 18 mars 1990 |         |        |           | Madrid |

| 18 mars 1990 | Tchécoslovaquie | 6 - 29 | Pays-Bas | Brno |
| 18 mars 1990 |                 |        |          | Brno |
| 18 mars 1990 |                 |        |          | Brno |

| 29 avril 1990 | Tchécoslovaquie | 22 - 22 | Espagne | Brno |
| 29 avril 1990 |                 |         |         | Brno |
| 29 avril 1990 |                 |         |         | Brno |

| 5 mai 1990 | Allemagne | 32 - 7 | Tchécoslovaquie | Hanovre |
| 5 mai 1990 |           |        |                 | Hanovre |
| 5 mai 1990 |           |        |                 | Hanovre |

| 22 avril 1990 | Bulgarie | 12 - 40 | Allemagne | Sofia |
| 22 avril 1990 |          |         |           | Sofia |
| 22 avril 1990 |          |         |           | Sofia |

| 3 juin 1990 | Bulgarie | 15 - 10 | Tchécoslovaquie | Sofia |
| 3 juin 1990 |          |         |                 | Sofia |
| 3 juin 1990 |          |         |                 | Sofia |

| 4 mars 1990 | Pays-Bas | 45 - 10 | Bulgarie | Hilversum |
| 4 mars 1990 |          |         |          | Hilversum |
| 4 mars 1990 |          |         |          | Hilversum |

## Finale Division B
| 28 octobre 1990 | Espagne | 29 - 6 | Portugal | Séville |
| 28 octobre 1990 |         |        |          | Séville |
| 28 octobre 1990 |         |        |          | Séville |

## Division C

### Classement
| Rang | Pays        | J | V | N | D | Pm | Pe | Diff | Pts |
| ---- | ----------- | - | - | - | - | -- | -- | ---- | --- |
| 1    | Andorre     | 2 | 2 | 0 | 0 | 35 | 9  | +26  | 6   |
| 2    | Yougoslavie | 2 | 1 | 0 | 1 | 31 | 15 | +16  | 4   |
| 3    | Luxembourg  | 2 | 0 | 0 | 2 | 12 | 54 | -42  | 2   |

|  | Promu en division B (no 1). |

### Matchs joués
| 29 avril 1990 | Andorre | 26 - 6 | Luxembourg | Andorre-la-Vieille |
| 29 avril 1990 |         |        |            | Andorre-la-Vieille |
| 29 avril 1990 |         |        |            | Andorre-la-Vieille |

| 13 mai 1990 | Luxembourg | 6 - 28 | Yougoslavie | Luxembourg |
| 13 mai 1990 |            |        |             | Luxembourg |
| 13 mai 1990 |            |        |             | Luxembourg |

| 26 mai 1990 | Yougoslavie | 3 - 9 | Andorre | Split |
| 26 mai 1990 |             |       |         | Split |
| 26 mai 1990 |             |       |         | Split |